# Aeroportul Internațional Beijing
Aeroportul Internațional Beijing este aeroportul principal al capitalei chineze Beijing și totodată cel mai mare aeroport din China. Nod principal pentru Air China. Este al doilea aeroport din lume ca trafic de pasageri, dupa Aeroportul Atlanta.

## Linii aerieneșiterminale

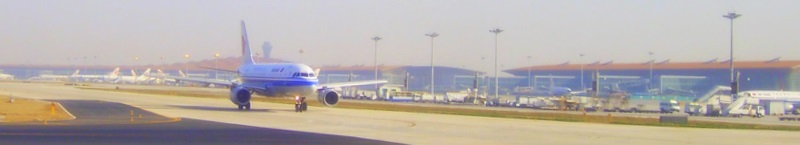
Segmentele 3-E și 3D ale terminalului 3, cel mai mare terminal de aeroport din lume, cu un avion Air China în prim-plan.

| Companie aeriene                                     | Destinații |
| ---------------------------------------------------- | --- |
| Aeroflot                                             | Moscova-Sheremetyevo |
| Aeroflot operat de Vladivostok Air                   | Khabarovsk, Vladivostok |
| AirAsia X                                            | Kuala Lumpur |
| Air Algérie                                          | Algiers |
| Air Astana                                           | Almaty, Astana |
| Air Canada                                           | Toronto-Pearson, Vancouver |
| Air China                                            | Atena, Bangkok-Suvarnabhumi, Baotou, Bayannur, Beihai, Busan, Changchun, Changsha, Changzhou, Chaoyang, Chengdu, Chifeng, Chita, Chongqing, Daegu, Dalian, Dandong, Daqing, Datong, Dazhou, Delhi, Dubai, Düsseldorf, Frankfurt, Fukuoka, Fuyang, Fuzhou, Ganzhou, Geneva, Guangyuan, Guangzhou, Guilin, Guiyang, Haikou, Hailar, Hangzhou, Harbin, Hefei, Hiroshima, Ho Chi Minh City, Hohhot, Hong Kong, Hotan, Houston-Intercontinental, Huangshan, Jakarta-Soekarno-Hatta, Jiamusi, Jieyang, Jingdezhen, Jinggangshan, Kashgar, Kunming, Lanzhou, Lhasa, Lianyungang, Lijiang, Liuzhou, Londra-Gatwick, Londra-Heathrow, Los Angeles, Madrid, Manila, Melbourne, Mianyang, Milano-Malpensa, Moscova-Sheremetyevo, München, Naha, Nagoya-Centrair, Nanchang, Nanjing, Nanning, Nantong, New York-JFK, Ningbo, Ordos, Osaka-Kansai, Paris-Charles de Gaulle, Phuket, Pyongyang, Qingdao, Qiqihar, Roma-Fiumicino, San Francisco, Sanya, São Paulo-Guarulhos, Sapporo-Chitose, Sendai, Seul-Gimpo, Seul-Incheon, Shanghai-Hongqiao, Shanghai-Pudong, Shenyang, Shenzhen, Singapore, Stockholm-Arlanda, Sydney, Taipei-Taoyuan, Taiyuan, Taizhou, Tokio-Haneda, Tokio-Narita, Tongliao, Ulaanbaatar, Ulanhot, Ürümqi, Vancouver, Weihai, Wenzhou, Wuhai, Wuhan, Wuxi, Xiamen, Xi'an, Xiangyang, Xilinhot, Xining, Xuzhou, Yancheng, YangonYangzhou, Yanji, Yantai, Yibin, Yichang, Yinchuan, Yiwu, Yuncheng, Zhangjiajie, Zhanjiang, Zhengzhou, Zhuhai, Zunyi Sezonier: Jiuzhaigou |
| Air China operat de Dalian Airlines                  | Dalian |
| Air France                                           | Paris-Charles de Gaulle |
| Air Koryo                                            | Pyongyang |
| Air Macau                                            | Macau |
| Air Mauritius                                        | Mauritius |
| All Nippon Airways                                   | Tokio-Haneda, Tokio-Narita |
| All Nippon Airways operat de Air Nippon              | Osaka-Kansai |
| American Airlines                                    | Chicago-O'Hare |
| Asiana Airlines                                      | Busan, Cheongju, Muan, Seul-Gimpo, Seul-Incheon |
| Austrian Airlines operat de Tyrolean Airways         | Viena |
| Beijing Capital Airlines                             | Arxan, Baotou, Erenhot, Hailar, Hohhot, Jixi, Lijiang, Ordos |
| British Airways                                      | Londra-Heathrow |
| Cathay Pacific                                       | Hong Kong |
| Cebu Pacific                                         | Manila |
| China Airlines                                       | Kaohsiung, Taipei-Taoyuan |
| China Eastern Airlines                               | Changchun, Dali, Dalian, Dunhuang, Enshi, Fukuoka, Hailar, Hangzhou, Harbin, Hefei, Huai'an, Huangshan, Jiayuguan, Jining, Kunming, Lanzhou, Lianyungang, Lijiang, Linyi, Luoyang, Luzhou, Mangshi, Nagoya-Centrair, Nanchang, Nanjing, Ningbo, Osaka-Kansai, Pu'er, Qianjiang, Qingdao, Shanghai-Hongqiao, Shanghai-Pudong, Shenyang, Sydney, Taiyuan, Tengchong, Tokio-NaritaWenzhou, Wuhan, Wuxi, Xi'an, Xilinhot, Xining, Xishuangbanna, Yantai, Yinchuan Charter: Da Nang, Saipan, Siem Reap |
| China Southern Airlines                              | Amsterdam, Anshan, Beihai, Changbaishan, Changchun, Changde, Changsha, Changzhi, Chengdu, Chongqing, Dalian, Daqing, Dubai, Ganzhou, Guangzhou, Guilin, Guiyang, Haikou, Hangzhou, Harbin, Heihe, Hong Kong, Huaihua, Jieyang, Kunming, Lhasa, Manila, Mohe, Nanchong, Nanning, Nanyang, Ningbo, Phnom Penh, Sanya, Seul-Gimpo, Seul-Incheon, Shanghai-Hongqiao, Shenzhen, Shenyang, Tashkent, Teheran-Imam Khomeini, Tongren, Ürümqi, Wuhan, Xiamen, Xi'an, Xining, Yanji, Yichun, Yinchuan, Yiwu, Yongzhou, Zhangjiajie, Zhengzhou, Zhuhai, Zunyi |
| China Southern Airlines operat de Chongqing Airlines | Chongqing, Diqing |
| Delta Air Lines                                      | Detroit, Seattle/Tacoma, Tokio-Narita |
| Dragonair                                            | Hong Kong |
| EgyptAir                                             | Cairo |
| El Al                                                | Tel Aviv-Ben Gurion |
| Emirates                                             | Dubai |
| Ethiopian Airlines                                   | Addis Ababa |
| Etihad Airways                                       | Abu Dhabi, Nagoya-Centrair |
| EVA Air                                              | Taipei-Taoyuan |
| Finnair                                              | Helsinki |
| Garuda Indonesia                                     | Jakarta-Soekarno-Hatta |
| Grand China Air                                      | Guilin, Harbin, Nanchang, Nanning |
| Hainan Airlines                                      | Abu Dhabi, Almaty, Bangkok-Suvarnabhumi, Baotou, Berlin-Tegel, Bruxelles, Busan, Changchun, Changsha, Changzhi, Chengdu, Chicago-O'Hare (începe la 3 septembrie 2013), Chongqing, Dalian, Dongying, Fuzhou, Guangzhou, Guiyang, Haikou, Hailar, Hangzhou, Hohhot, Irkutsk, Jiamusi, Kunming, Lanzhou, Luanda, Malé, Manzhouli, Moscova-Sheremetyevo, Mudanjiang, Ningbo, Phuket, Qiqihar, Sanya, St. Petersburg, Seattle/Tacoma, Shanghai-Hongqiao, Shenzhen, Taipei-Taoyuan, Toronto-Pearson, Ürümqi, Wenzhou, Wuhai, Wuhan, Xiamen, Xi'an, Xining, Yan'an, Yichang, Yinchuan, Zürich (până la 1 octombrie 2013) |
| Hawaiian Airlines                                    | Honolulu (începe la 17 aprilie 2014; în așteptarea aprobării guvernamentale) |
| Hong Kong Airlines                                   | Hong Kong |
| Hong Kong Express Airways                            | Hong Kong |
| Iran Air                                             | Teheran-Imam Khomeini |
| Japan Airlines                                       | Tokio-Haneda, Tokio-Narita |
| Jetstar Airways                                      | Melbourne, Singapore |
| KLM                                                  | Amsterdam |
| Korean Air                                           | Busan, Jeju, Seul-Gimpo, Seul-Incheon |
| LOT Polish Airlines                                  | Varșovia-Chopin |
| Lucky Air                                            | Kunming, Mangshi |
| Lufthansa                                            | Frankfurt, München |
| Malaysia Airlines                                    | Kuala Lumpur |
| Mega Maldives                                        | Malé |
| MIAT Mongolian Airlines                              | Ulaanbaatar |
| NordStar Airlines                                    | Krasnoyarsk-Yemelyanovo |
| Pakistan International Airlines                      | Islamabad, Karachi, Lahore, Tokio-Narita |
| Philippine Airlines                                  | Manila |
| Qatar Airways                                        | Doha |
| S7 Airlines                                          | Irkutsk, Khabarovsk, Krasnoyarsk-Yemelyanovo, Novosibirsk, Omsk, Petropavlovsk-Kamchatsky, Vladivostok, Yekaterinburg |
| S7 Airlines operat de Globus                         | Ulan-Ude, Yakutsk |
| Scandinavian Airlines                                | Copenhaga |
| Shandong Airlines                                    | Jinan, Jiujiang, Qingdao, Weihai, Wuyishan, Xiamen, Yantai, Yinchuan |
| Shanghai Airlines                                    | Hangzhou, Shanghai-Hongqiao |
| Shenzhen Airlines                                    | Nanning, Shenzhen, Wuxi |
| Sichuan Airlines                                     | Chengdu, Chongqing, Jiuzhaigou, Kunming, Wanzhou, Xi'an, Xichang, Zhongwei |
| Singapore Airlines                                   | Singapore |
| South African Airways                                | Johannesburg |
| SriLankan Airlines                                   | Bangkok-Suvarnabhumi, Colombo, Hambantota |
| Swiss International Air Lines                        | Zürich |
| TAAG Angola Airlines                                 | Luanda |
| Thai Airways International                           | Bangkok-Suvarnabhumi |
| Tianjin Airlines                                     | Anqing, Weifang, Yulin |
| Tonlesap Airlines                                    | Charter: Siem Reap |
| Transaero Airlines                                   | Moscova-Domodedovo |
| Turkmenistan Airlines                                | Ashgabat |
| Turkish Airlines                                     | Istanbul-Atatürk |
| United Airlines                                      | Chicago-O'Hare, Newark, San Francisco, Washington-Dulles |
| Ural Airlines                                        | Yekaterinburg |
| Uzbekistan Airways                                   | Tashkent |
| Vietnam Airlines                                     | Hanoi |
| Xiamen Airlines                                      | Changsha, Fuzhou, Longyan, Quanzhou, Wuyishan, Xiamen, Zhoushan |
| Yakutia Airlines                                     | Krasnodar (începe la 18 septembrie 2013), Yakutsk |